# Volksabstimmung in Österreich über die Inbetriebnahme des Kernkraftwerkes Zwentendorf

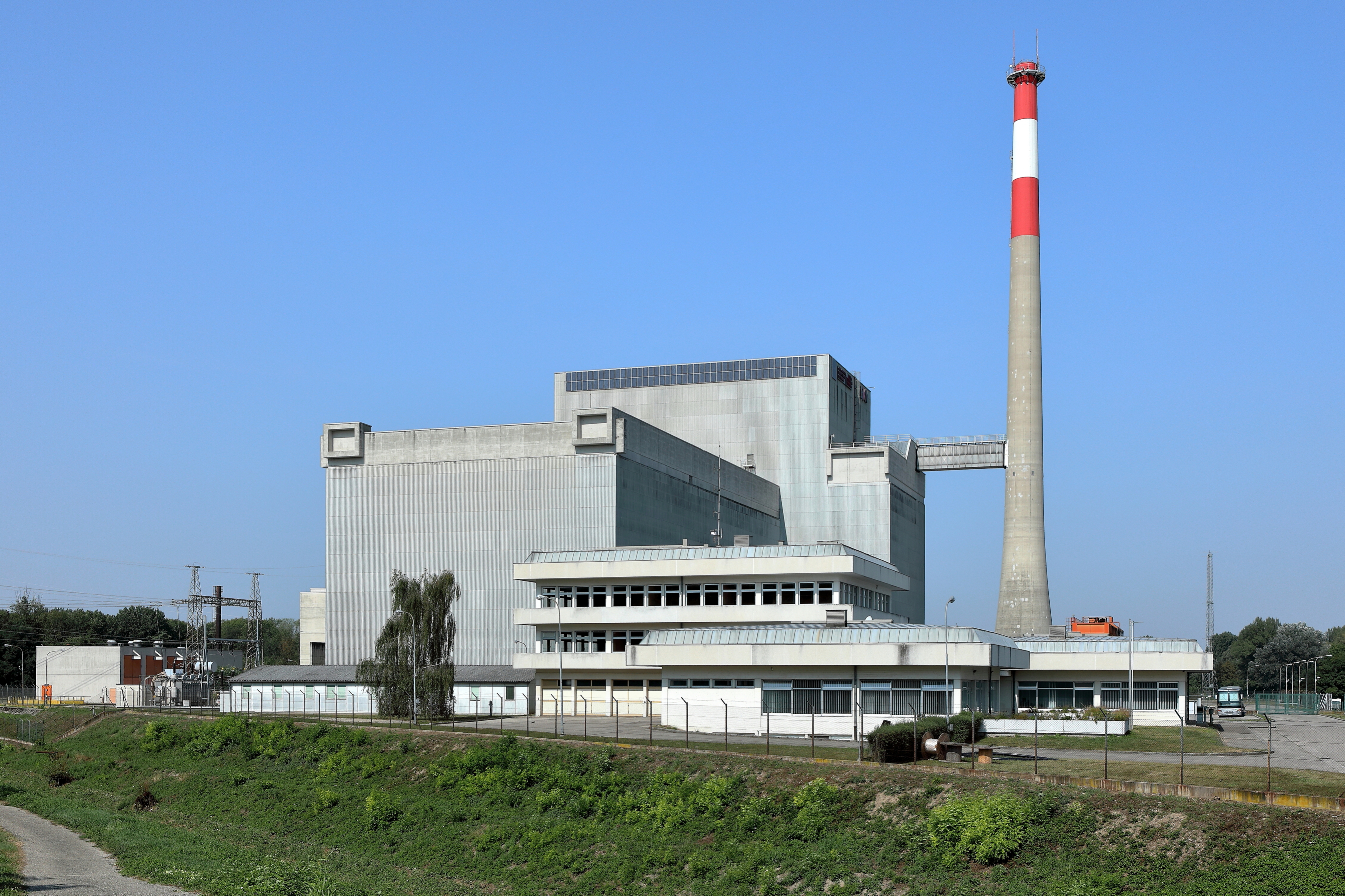
Das Kernkraftwerk Zwentendorf

Am 5. November 1978 fand eine Volksabstimmung in Österreich über die Inbetriebnahme des bereits fertiggestellten Kernkraftwerks Zwentendorf in Zwentendorf an der Donau statt. Bei einer Wahlbeteiligung von 64,1 % stimmten 50,5 % der Abstimmenden gegen die Inbetriebnahme. Es war die erste bundesweite Volksabstimmung seit der Entstehung der Zweiten Republik im Jahr 1945.
Die Bundesregierung Klaus II, eine ÖVP-Alleinregierung unter Bundeskanzler Josef Klaus (ÖVP), hatte am 11. November 1969 den Bau des Kernkraftwerks Zwentendorf genehmigt. Österreich wurde von April 1970 bis Mai 1983 von SPÖ-Alleinregierungen unter Bundeskanzler Bruno Kreisky regiert. 

## Vorgeschichte

Logo der Anti-Atomkraft-Bewegung

Der Bau des Kernkraftwerks wurde 1972 unter der SPÖ-Alleinregierung Kreisky II begonnen. Ab 1975 entstand in Österreich eine breite Anti-Atomkraft-Bewegung. Ende 1977 positionierte sich auch die ÖVP, die die Nutzung der Kernenergie grundsätzlich befürwortete, gegen das Kernkraftwerk Zwentendorf. In dieser Situation entschied der SPÖ-Parteivorstand, zur Frage der Inbetriebnahme eine Volksabstimmung abzuhalten, was Atomkraftgegner schon länger gefordert hatten. 
Am 28. Juni 1978 wurde im Nationalrat in namentlicher Abstimmung mit dem Stimmen der SPÖ, und gegen die Stimmen von ÖVP und FPÖ, ein Gesetz über die friedliche Nutzung der Atomenergie angenommen. Anschließend wurde einstimmig die Abhaltung einer Volksabstimmung beschlossen. 
Gegen diesen Gesetzesbeschluss erhob der Bundesrat am 6. Juli mit den Stimmen der ÖVP Einspruch. Dieser wurde am 7. Juli vom Nationalrat durch einen Beharrungsbeschluss aufgehoben. Die Volksabstimmung wurde von Bundespräsident Kirchschläger am 13. September angeordnet; als Tag der Abstimmung legte die Bundesregierung den 5. November 1978 fest.
Im Wahlkampf vor der Abstimmung sprachen sich die SPÖ und die Sozialpartner für die Inbetriebnahme aus, während Anti-Atomkraft-Gruppen Werbung für ein „Nein“ bei der Abstimmung machten und vor den Risiken der Atomkraft warnten. Die ÖVP warb ebenfalls für ein „Nein“ zu Zwentendorf, stand der Atomkraft an sich jedoch positiv gegenüber. Die FPÖ hatte sich in den 1960ern noch für den Bau von Kernkraftwerken ausgesprochen, positionierte sich vor der Volksabstimmung jedoch gänzlich gegen die Nutzung der Kernenergie. Bundeskanzler Kreisky kündigte an, im Falle eines „Nein“ zurückzutreten.

## Abstimmung und Ergebnis

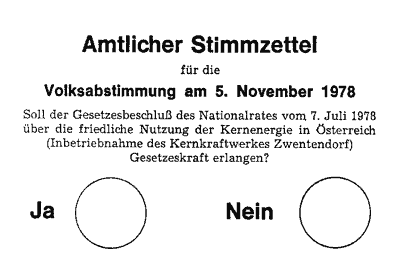
Amtlicher Stimmzettel für die Volksabstimmung

Die Abstimmungsfrage, die mit „Ja“ oder „Nein“ zu beantworten war, lautete wie folgt:
„Soll der Gesetzesbeschluß des Nationalrates vom 7. Juli 1978 über die friedliche Nutzung der Kernenergie in Österreich (Inbetriebnahme des Kernkraftwerkes Zwentendorf) Gesetzeskraft erlangen?“
Die Abstimmung fand am 5. November 1978 statt. Mit einer Mehrheit von 1.606.777 zu 1.576.709 der 3.183.486 gültigen Stimmen wurde der Gesetzesbeschluss abgelehnt. Der Anteil „Nein“-Stimmen betrug 50,47 %. Die Zahl der ungültigen Stimmen lag bei 75.996, was 2,3 % der abgegebenen Stimmen entsprach. Die Wahlbeteiligung von 64,1 % war im Vergleich zu vorherigen Nationalratswahlen sehr niedrig. Stimmberechtigt waren alle österreichischen Staatsbürger, die am 1. Jänner 1978 das 19. Lebensjahr vollendet hatten. Das Ergebnis wurde am 28. Dezember vom Bundeskanzler im Bundesgesetzblatt für die Republik Österreich kundgemacht.

### Ergebnisse in den Bundesländern

Karte der Ergebnisse

In den Bundesländern Burgenland, Kärnten, Niederösterreich, Steiermark und Wien hatte „Ja“ die Mehrheit; am höchsten war der „Ja“-Anteil im Burgenland mit 59,8 %. In den Bundesländern Oberösterreich, Salzburg, Tirol und Vorarlberg stimmten die Wähler mehrheitlich mit „Nein“, wobei der „Nein“-Anteil in Vorarlberg mit 84,4 % am höchsten war. Die hohe Ablehnung in Vorarlberg erklärt sich durch den Widerstand gegen das geplante grenznahe Kernkraftwerk Rüthi in der Schweiz, weshalb in Vorarlberg auch die Landes-SPÖ, im Gegensatz zur Bundespartei, zum „Nein“ zu Zwentendorf aufrief.
| Bundesland       | Wahl- berechtigte | Gültige Stimmen | Ja-Stimmen | Ja-Stimmen in % | Nein-Stimmen | Nein-Stimmen in % |
| ---------------- | ----------------- | --------------- | ---------- | --------------- | ------------ | ----------------- |
| Burgenland       | 187.879           | 124.384         | 74.377     | 59,8            | 50.007       | 40,2              |
| Kärnten          | 355.219           | 217.911         | 117.481    | 54,1            | 100.070      | 45,9              |
| Niederösterreich | 964.048           | 672.154         | 341.831    | 50,8            | 330.323      | 49,2              |
| Oberösterreich   | 809.904           | 537.965         | 254.337    | 47,3            | 282.628      | 52,3              |
| Salzburg         | 277.141           | 165.523         | 71.576     | 43,2            | 93.947       | 56,8              |
| Steiermark       | 793.746           | 452.423         | 238.851    | 52,8            | 213.572      | 47,2              |
| Tirol            | 355.164           | 156.160         | 53.357     | 34,2            | 102.803      | 65,8              |
| Vorarlberg       | 169.065           | 126.779         | 19.731     | 15,6            | 107.048      | 84,4              |
| Wien             | 1.171.613         | 730.187         | 404.808    | 55,4            | 325.379      | 44,6              |
| Gesamt           | 5.083.779         | 3.183.486       | 1.576.709  | 49,5            | 1.606.777    | 50,5              |

## Folgen
Am 15. Dezember 1978 beschloss der Nationalrat einstimmig das Atomsperrgesetz, durch welches der Bau von Kernkraftwerken und die Inbetriebnahme von bereits bestehenden Anlagen in Österreich verboten wurden. Bundeskanzler Kreisky trat nach der Volksabstimmung nicht zurück; seine SPÖ erreichte bei der Nationalratswahl 1979 ein weiteres Mal die absolute Mehrheit. Er blieb Bundeskanzler bis zum Verlust der absoluten Mehrheit bei der Wahl am 24. April 1983.
1985 strebte der SPÖ-Bundeskanzler Sinowatz die Inbetriebnahme des Kraftwerks Zwentendorf an. Dazu sollte eine weitere Volksabstimmung abgehalten werden, bei deren positivem Ausgang das Atomsperrgesetz gefallen wäre. Der Koalitionspartner FPÖ unterstützte dieses Vorhaben nicht, weshalb Sinowatz versuchte, die ÖVP zur Zustimmung zu bewegen. Am 21. März stimmte der Nationalrat über einen SPÖ-Initiativantrag ab, der ein Bundesverfassungsgesetz über eine erneute Volksabstimmung zum Inhalt hatte. In namentlicher Abstimmung erreichte der Antrag mit 91 „Ja“- zu 90 „Nein“-Stimmen nicht die für Verfassungsgesetze nötige Zwei-Drittel-Mehrheit. Die Regierungsparteien SPÖ und FPÖ verlangten von ihren Abgeordneten keinen Klubzwang. Nach der Nuklearkatastrophe von Tschernobyl 1986 entwickelte sich die Ablehnung der Atomkraft in Österreich zum politischen Konsens. 1999 wurde das Atomsperrgesetz vom Nationalrat einstimmig als Bundesverfassungsgesetz für ein atomfreies Österreich in den Verfassungsrang gehoben.
Zusammen mit der Besetzung der Hainburger Au im Dezember 1984 gilt die Zwentendorf-Abstimmung als Geburtsstunde der Grün-Bewegung in Österreich und als ein Wendepunkt des österreichischen Demokratiebewusstseins. Diese Ereignisse trugen auch maßgeblich zur Etablierung des Umweltschutzgedankens in der österreichischen Gesellschaft und Politik bei.